# الدعم الألماني لإسرائيل في حرب غزة

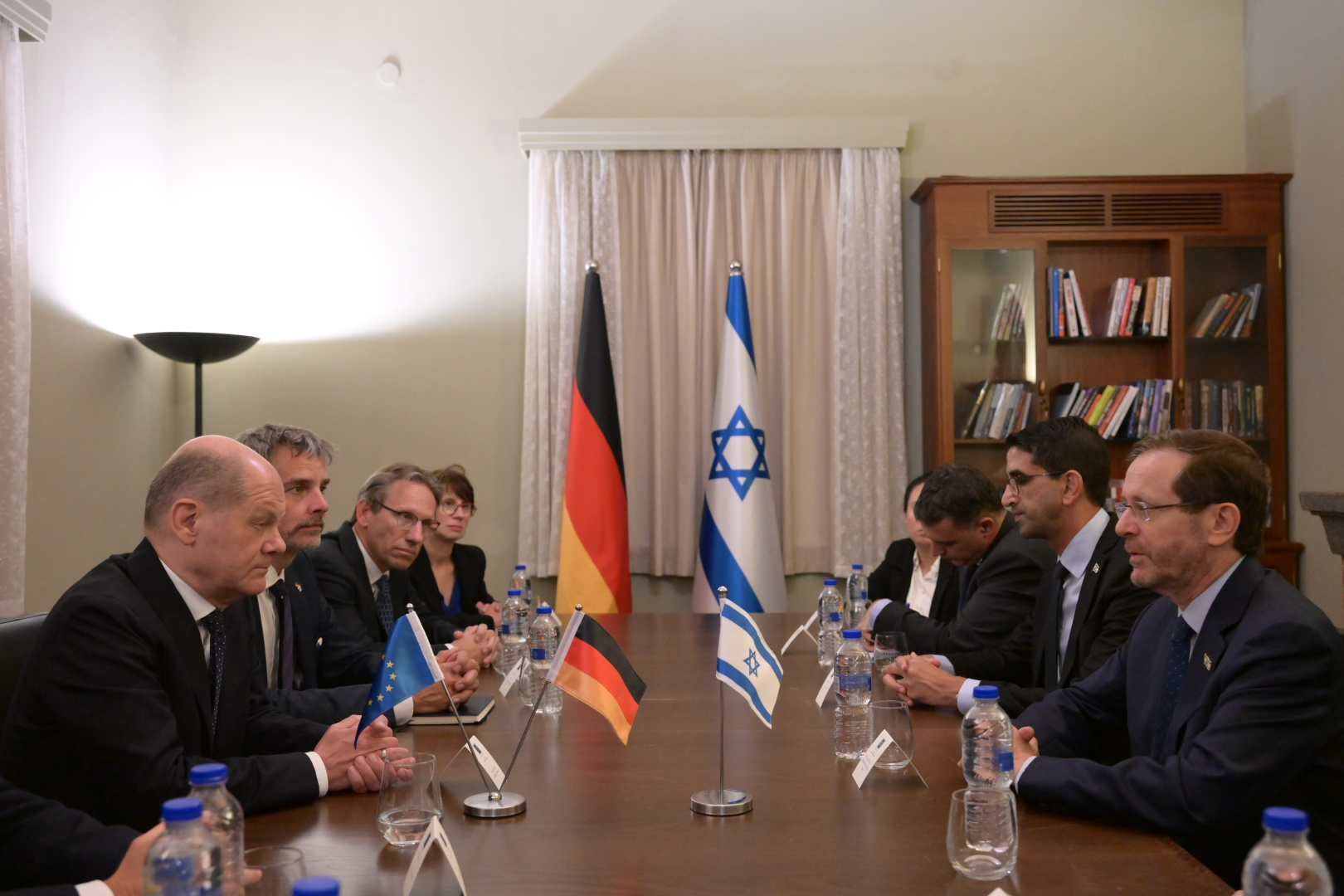
المستشار الألماني أولاف شولتز مع الرئيس الإسرائيلي إسحاق هرتسوغ في تل أبيب، إسرائيل، 17 أكتوبر 2023

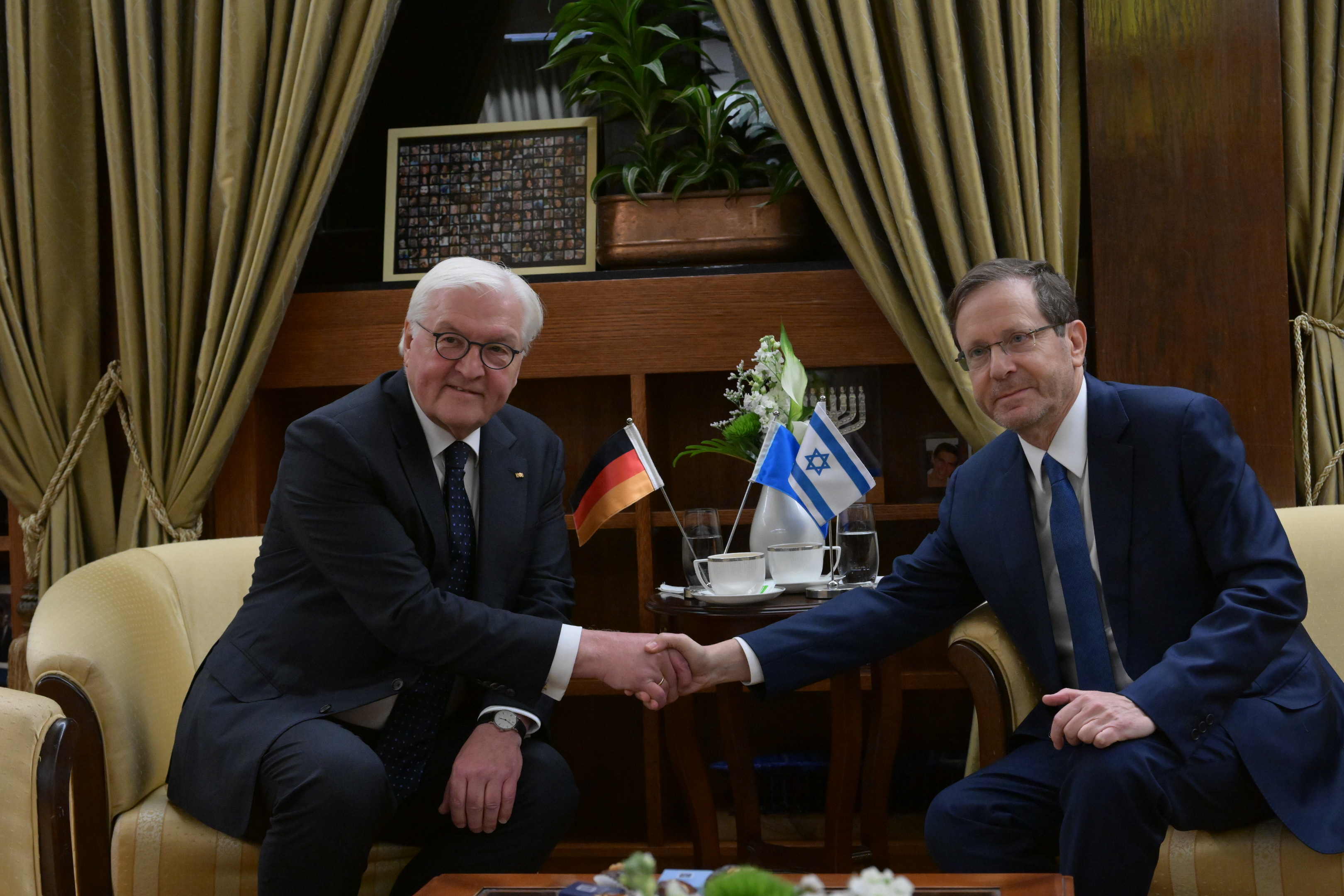
الرئيس الألماني فرانك فالتر شتاينماير مع الرئيس الإسرائيلي هرتسوغ في القدس، 26 نوفمبر 2023

خلال حرب غزة، التي بدأت في أكتوبر 2023، اجتذب دعم الحكومة الألمانية لإسرائيل اهتمامًا إعلاميًا كبيرًا وتعليقات.

## الخلفية
في 7 أكتوبر 2023، اقتحم مسلحون فلسطينيون من قطاع غزة جنوب إسرائيل بقيادة حركة حماس الإسلامية، ما أسفر عن مقتل قرابة 1200 مواطن إسرائيلي، منهم 800 مدني، واحتجاز 250 رهينة. وفي أعقاب الهجوم، شنت إسرائيل غزوًا على غزة، ما أسفر عن مقتل ما لا يقل عن 45 ألفًا من سكان غزة، حتى ديسمبر/كانون الأول 2024.

## موقف الحكومة
في 17 أكتوبر 2024، زار المستشار الألماني أولاف شولتز إسرائيل، وصرح بأن «التاريخ الألماني ومسؤوليتنا الناشئة عن الهولوكوست تجعل من واجبنا الدفاع عن وجود وأمن دولة إسرائيل». في 12 أكتوبر 2024، صرح شولتز بأنه «لا يوجد سوى مكان واحد لألمانيا: إلى جانب إسرائيل»، مكررًا أن «أمن إسرائيل هو 'سبب من أسباب وجود الدولة' بالنسبة لألمانيا».
وفي الذكرى السنوية الأولى للهجوم، ألقى الرئيس فرانك فالتر شتاينماير خطاباً وصف فيه الهجوم بأنه «كان لحظة فاصلة، وصدمة عميقة لليهود ليس فقط في إسرائيل، بل في جميع أنحاء العالم»، وحذر «نحن الألمان على وجه الخصوص من أي إدانة متهورة لإسرائيل».
كما أنكرت الحكومة الألمانية باستمرار حدوث إبادة جماعية في غزة. في ديسمبر/كانون الأول 2024، وبعد أن أصدرت منظمة العفو الدولية تقريرًا يتهم إسرائيل بالإبادة الجماعية، صرّح المتحدث باسم وزارة الخارجية سيباستيان فيشر بأن «الإبادة الجماعية تفترض وجود نية واضحة للقضاء على جماعة عرقية. وما زلت لا أعترف بوجود مثل هذه النية الواضحة».

## السياسة الخارجية

### تمويل حقوق الإنسان
في أعقاب هجمات السابع من أكتوبر/تشرين الأول، خفضت الحكومة الألمانية الدعم المالي لما لا يقل عن ست منظمات فلسطينية غير حكومية. في يناير 2025، قطعت الحكومة الألمانية تمويلها لمنظمة غير حكومية إسرائيلية وهي  زوخروت، التي تعمل على رفع الوعي بالنكبة، ونيو بروفايل، وهي مجموعة نسوية تعمل ضد التجنيد العسكري.

### الأمم المتحدة
في 27 أكتوبر/تشرين الأول 2023، امتنعت ألمانيا عن التصويت في الجمعية العامة للأمم المتحدة على قرار يدعو إلى وقف إطلاق النار في غزة، مشيرة إلى حقيقة أن القرار لم يتضمن إدانة للهجوم الذي وقع في 7 أكتوبر/تشرين الأول. امتنعت ألمانيا مرة أخرى عن التصويت على قرار الجمعية العامة للأمم المتحدة الداعي إلى وقف إطلاق النار في 12 ديسمبر 2023.

### صادرات الأسلحة
وبحسب معهد ستوكهولم الدولي لأبحاث السلام، استحوذت ألمانيا على 30% من واردات الأسلحة إلى إسرائيل بين عامي 2019 و2023. وارتفعت كميات صادرات الأسلحة الألمانية إلى إسرائيل بشكل حاد في الأشهر الأخيرة من عام 2023، في أعقاب هجوم 7 أكتوبر/تشرين الأول. ومع ذلك، في النصف الأول من عام 2024، انخفضت صادرات الأسلحة الألمانية إلى إسرائيل بشكل كبير. من أغسطس إلى أكتوبر 2024، وافقت الحكومة الألمانية على تصدير أسلحة بقيمة 94 مليون يورو إلى إسرائيل.
في أكتوبر/تشرين الأول 2024، قدم المركز الأوروبي للدعم القانوني التماساً إلى محكمة ألمانية يطلب منع إرسال شحنة وزنها 150 طناً من المتفجرات العسكرية من ألمانيا إلى إسرائيل، لأنها قد تُستخدم في جرائم حرب وجرائم ضد الإنسانية في قطاع غزة.
في سبتمبر 2024، وجد تقرير لوكالة رويترز أن صادرات الأسلحة إلى إسرائيل من ألمانيا قد تباطأت في عام 2024، بسبب التحديات القانونية. ومع ذلك، في أكتوبر/تشرين الأول 2024، أظهرت بيانات من وزارة الخارجية الألمانية أنها سمحت بتصدير ما قيمته 100 مليون دولار من الصادرات العسكرية في الأشهر الثلاثة السابقة.
قامت الشركات الألمانية راينميتال، ورينك، وإم تي يو فريدريشهافن، وتيسين كروب بتصدير الأسلحة التي استخدمتها إسرائيل في حرب غزة.

## السياسات المحلية
وفقًا لمفوض ألمانيا الاتحادي لمكافحة معاداة السامية، فإن اتهام إسرائيل بالإبادة الجماعية يعد معاداة للسامية. إن اتهام إسرائيل علناً بالإبادة الجماعية قد يؤدي إلى الاعتقال في ألمانيا، حتى لو كان المتهمون يهوداً أو إسرائيليين. في فبراير 2024، تم رفع شكوى جنائية في المحاكم الألمانية تتهم العديد من كبار السياسيين بالتواطؤ في الإبادة الجماعية.

### التغييرات في التشريعات
في ديسمبر 2023، عدّلت ولاية ساكسونيا أنهالت قوانينها المتعلقة بطلبات الحصول على الجنسية، مطالبةً جميع المقيمين في الولاية بالتوقيع على وثيقة تفيد بأنهم «يعترفون بحق إسرائيل في الوجود ويدينون أي جهود موجهة ضد وجود دولة إسرائيل». في عام 2024، عدّلت الحكومة الفيدرالية قانونها بشأن الجنسية لإضافة أسئلة حول حق دولة إسرائيل في الوجود في الاختبار الإلزامي للحصول على الجنسية.
في يونيو 2024، أقرت الحكومة الفيدرالية قانونًا يلزم جميع المشاريع المتقدمة بطلبات للحصول على منح عامة بتبني التعريف العملي لمعاداة السامية الذي وضعه التحالف الدولي لإحياء ذكرى الهولوكوست، والاعتراف بحق دولة إسرائيل في الوجود، والمشاركة في حركة المقاطعة وسحب الاستثمارات وفرض العقوبات.

## الأحزاب والمنظمات السياسية

### الأحزاب السياسية
واجه حزب اليسار الألماني اضطرابات داخلية كبيرة بسبب موقفه من حرب غزة. اتهمت كريستين بوخهولز، عضو البرلمان السابقة عن حزب اليسار، الحزب بـ«الفشل في الاستجابة بشكل مناسب لأحد الصراعات السياسية المركزية ـ الاحتجاجات ضد الحرب في غزة، والحرمان المستمر من حقوق الفلسطينيين وتهميشهم من قِبَل دولة إسرائيل، بدعم من الحكومة الألمانية».

### المنظمات
في أغسطس/آب 2023، أعلنت مؤسسة هاينريش بول (HBS) أن الكاتبة اليهودية الأمريكية ماشا جيسن هي الفائزة بجائزة هانا أرندت للفكر السياسي. في ديسمبر/كانون الأول 2023، قبل أيام من الموعد المقرر لتقديم الجائزة، أعلنت كلية هارفارد للأعمال سحب دعمها بسبب اعتراضها على مقال كتبته جيسن عن حرب إسرائيل في غزة، نُشر في مجلة النيويوركر في التاسع من ديسمبر/كانون الأول.

## الاحتجاجات

### احتجاجات مناهضة للحرب

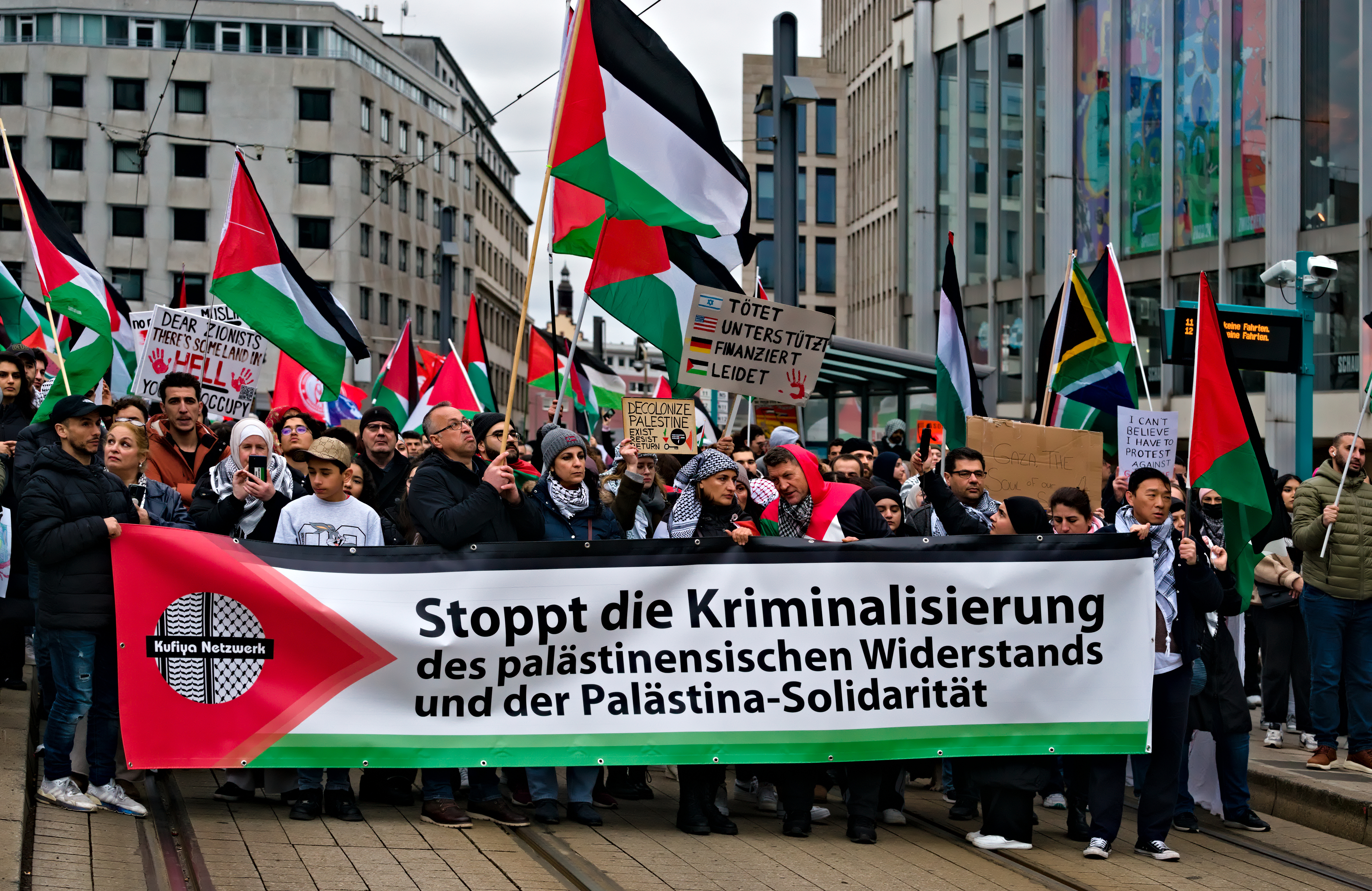
متظاهرون مؤيدون للفلسطينيين في فرانكفورت، 2024. وتقول اللافتة: «أوقفوا تجريم المقاومة الفلسطينية والتضامن مع فلسطين». في الخلفية: «إسرائيل تقتل، وأميركا تدعم، وألمانيا تمول، وفلسطين تعاني».

شهدت ألمانيا عددا من الاحتجاجات الطلابية ضد الحرب على غزة منذ بدء الحرب. وقد أثار رد فعل الشرطة على الاحتجاجات بعض الجدل، حيث زعم الطلاب وقوع هجمات على الحرية الأكاديمية وحرية التعبير وحوادث وحشية الشرطة.
وفي برلين وفرانكفورت وغيرهما من المدن الألمانية، حظرت السلطات المظاهرات المؤيدة للفلسطينيين.
في يونيو 2024، كشفت محطة الأخبار العامة الألمانية إذاعة شمال ألمانيا أنه تحت قيادة بيتينا ستارك-واتزينجر، طلبت وزارة التعليم والبحث إجراء تحقيقات حول ما إذا كان بإمكان الوزارة سحب التمويل من الموقعين على رسالة مفتوحة تنتقد إدارة جامعة برلين الحرة بشأن سلوكها تجاه الطلاب الذين شاركوا في معسكر احتجاج مؤيد للفلسطينيين. ولم يعلق الموقعون على الوضع في إسرائيل، لكنهم أشاروا إلى الحق في الاحتجاج السلمي وحرية التجمع وحرية التعبير.
في 21 يونيو 2025 شهدت برلين مظاهرة ضخمة معارضة للإبادة الجماعية التي تقوم بها إسرائيل تحت شعار "متحدون لأجل غزة" وفي حين صرح متحدث البوليس الألماني أن المشاركين كانوا حوالي 15 ألفاً، قٌدّر أن هذه التقديرات محافظة جدا، وأن عدد المشاركين ضعف أو أضعاف ذلك. 

## ردود الفعل

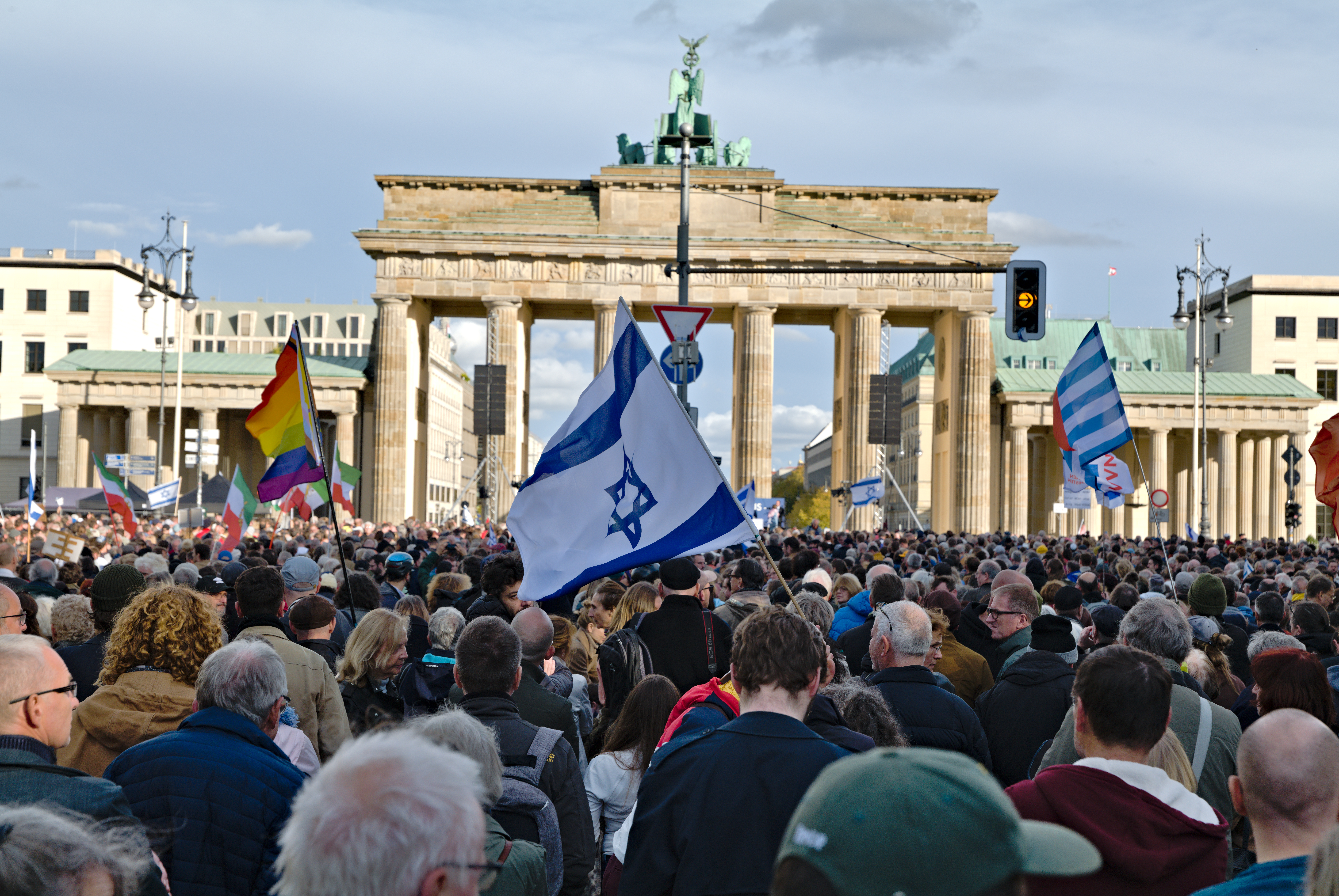
احتجاج مؤيد لإسرائيل في برلين في 22 أكتوبر 2023

### في ألمانيا
وقد زعمت عضو البرلمان عن حزب اليسار نيكول جولكه أن «معاناة الشعب الفلسطيني لا تبدو ذات أهمية بالنسبة للمؤسسة السياسية في ألمانيا».
في 12 نوفمبر/تشرين الثاني 2023، رفض المستشار الألماني أولاف شولتز الدعوات إلى «وقف فوري لإطلاق النار أو توقف طويل» في حرب إسرائيل ضد حماس في غزة، قائلاً إن ذلك «يعني في النهاية أن إسرائيل تترك لحماس إمكانية استعادة الصواريخ والحصول عليها». في مارس 2024، واجه شولتز رئيس السياسة الخارجية بالاتحاد الأوروبي جوزيب بوريل بشأن انتقاداته المستمرة منذ أشهر لإسرائيل، قائلاً إن بوريل لا يتحدث باسم ألمانيا.
في أكتوبر 2024، نجح زعيم الحزب الديمقراطي المسيحي فريدريش ميرز في حث الحكومة الألمانية على استئناف تسليم الأسلحة إلى إسرائيل، بما في ذلك قطع الغيار للدبابات. واقترح تجريد الأشخاص الذين يحملون جنسية مزدوجة من جنسيتهم الألمانية بسبب احتجاجهم ضد إسرائيل. وانتقد ميرز قرار المحكمة الجنائية الدولية بإصدار مذكرة اعتقال بحق رئيس الوزراء الإسرائيلي بنيامين نتنياهو بتهمة ارتكاب جرائم حرب مزعومة خلال حرب غزة. في فبراير/شباط 2025، وبعد يوم واحد من الانتخابات الفيدرالية الألمانية لعام 2025، أعلن عن نيته دعوة نتنياهو إلى ألمانيا، «كتحدٍ مفتوح» لقرار المحكمة الجنائية الدولية.
في نوفمبر 2023، دعا الرئيس الألماني فرانك فالتر شتاينماير العرب المقيمين في ألمانيا إلى الابتعاد عن حماس.
في 11 يناير 2024، أثناء زيارته سديروت بالقرب من قطاع غزة، وصف نائب المستشارة الألمانية روبرت هابيك الدعوى القضائية المرفوعة من جنوب أفريقيا ضد إسرائيل (اتفاقية الإبادة الجماعية) بأنها واحدة من أكبر السخافات ( "eine der größten Absurditäten" ) يمكن للمرء أن يتوصل إلى ذلك.
في 23 أكتوبر/تشرين الأول 2023، عرقلت وزيرة الخارجية الألمانية أنالينا بيربوك إعلانًا لوزراء الاتحاد الأوروبي يدعو إلى «وقف إطلاق نار إنساني فوري» لمساعدة المدنيين في قطاع غزة. انتقدت فرانشيسكا ألبانيزي، المقررة الخاصة للأمم المتحدة المعنية بالأراضي الفلسطينية المحتلة، بيربوك في أعقاب خطاب ألقاه وزير الخارجية في البوندستاغ الألماني في 7 أكتوبر/تشرين الأول 2024، حيث أشارت بيربوك إلى الهجمات الإسرائيلية على المواقع المدنية الفلسطينية باعتبارها «دفاعًا عن النفس» وقالت إن «هذا ما تمثله ألمانيا» وسط تصفيق حار.
في عام 2024، تراجع حزب البديل من أجل ألمانيا عن موقفه المؤيد لإسرائيل، حيث دعا زعيمه المشارك تينو شروبالا إلى إنهاء العلاقة الحالية بين ألمانيا وإسرائيل، والتي وصفها شروبالا بأنها «أحادية الجانب». وقد أثار هذا القرار انتقادات من بعض الأعضاء الآخرين في المجموعة البرلمانية لحزب البديل لألمانيا، مما يشير إلى استمرار الانقسام الداخلي حول هذه القضية.
وفقًا لاستطلاع رأي أجراه معهد فورسا الألماني لصالح صحيفة دي فيلت في ديسمبر/كانون الأول 2023، وافق 45% من المشاركين في ألمانيا على عبارة «العمل العسكري الإسرائيلي في قطاع غزة مناسبٌ تمامًا»، بينما عارضها 43%. وفي أعقاب هجوم حماس على إسرائيل مباشرةً، قال 44% من الألمان إن ألمانيا «تتحمل التزامًا خاصًا تجاه إسرائيل». وفي ديسمبر/كانون الأول 2023، انخفضت هذه النسبة إلى 37%.

### في الخارج
في يناير 2024، وصف الرئيس الناميبي هاجي جينجوب تصرفات إسرائيل في غزة بأنها «إبادة جماعية وفظيعة» وانتقد بشدة قرار ألمانيا بدعم إسرائيل في قضية جنوب إفريقيا ضد إسرائيل، قائلاً إن ألمانيا «غير قادرة على استخلاص الدروس من تاريخها المروع».
في الأول من مارس 2024، بدأت نيكاراجوا إجراءات ضد ألمانيا في محكمة العدل الدولية بموجب اتفاقية الإبادة الجماعية، فيما يتعلق بدعم ألمانيا لإسرائيل في حرب غزة.